# Vosseleriana picta
Vosseleriana picta är en insektsart som beskrevs av Leo L. Mishchenko 1936. Vosseleriana picta ingår i släktet Vosseleriana och familjen gräshoppor.

## Underarter
Arten delas in i följande underarter:
- V. p. picta
- V. p. onerosa